# Баишев, Тагир Галлямович
Тагир Галлямович Баишев (баш. Таһир Ғәлләм улы Байышев; 15 августа 1886, Старохалилово, Уфимская губерния — 19 марта 1974, Уфа) — башкирский советский учёный-лингвист, тюрколог, кандидат филологических наук, специалист в области диалектологии, лексикологии и терминологии тюркских языков.

## Краткая биография
Баишев Тагир Галлямович родился 15 августа 1886 года в деревне Халилово Златоустовского уезда Уфимской губернии (ныне расположена в Дуванском районе Башкортостана).
Получил образование в мектебе родного села, затем учился в медресе и в русско-башкирской школе. После окончания начал работать учителем медресе в деревне Халилово.
В 1907 году его призывают на военную службу, во время которой окончил также военно-фельдшерскую школу. Позже, в должности военного фельдшера Тагир Баишев участвует в Первой мировой войне.
В 1918 году возвращается на родину и продолжает работать в медресе. В связи с нехваткой медицинских работников, Тагир Галлямович начинает работать фельдшером в Месягутовском кантоне.
В 1923 году Тагир Баишев возвращается к работе в школу. Был назначен инспектором отдела народного образования Месягутовского кантона.
С 1925 года являлся корреспондентом «Крестьянской газеты».
С 1927 года работал инспектором Башнаркомпроса. Работая в Наркомпросе, Тагир Галлямович принимает участие в переводах и создании новых школьных учебных пособий и словарей, а также участвует в лингвистических экспедициях.
В 1933 году окончил отделение башкирского языка и литературы Башкирского государственного педагогического института имени К. Тимирязева (ныне Уфимский университет науки и технологий).
В 1933—1957 гг. является научным сотрудником Института истории, языка и литературы.

## Научная деятельность
В 1957 году Тагир Баишев защищает кандидатскую диссертацию.
Принимает участие в 11 научно-исследовательских экспедициях по изучению диалектов башкирского языка.
В монографии «Башкирские диалекты в их отношении к литературному языку» (М., 1955) Тагир Баишев систематизировал огромный диалектный материал собранный в экспедициях. В этой работе он также проводит общую классификацию башкирских диалектов и говоров, описывает их специфические особенности и выделяет территории распространения, устанавливает общие лексические и морфологические признаки, делает важный вывод о наличие трёх диалектов в башкирском языке — восточного, южного и северо-западного.
В 1954 году под его руководством была проведена диалектологическая экспедиция в Аскинский, Балтачевский, Бураевский и Янаульский районы БАССР, где был собран богатый материал по фонетике, грамматике и лексике башкирского языка и сделан вывод о том, что «западный диалект составляет неотъемлемую часть башкирского народно-разговорного языка». Однако позже работы по изучению говоров северо-западных башкир были надолго прерваны, а бесценный научный отчет экспедиции подготовленный к печати Тагиром Баишевым, стал лишь достоянием госархива. Только по прошествии более полувека, его труды увидели свет в издательствах.
Тагир Баишев является автором множества научных статей по различным аспектам башкирского языка. Принял участие в создании фундаментальных русско-башкирского и башкирско-русского словарей, ряда двуязычных терминологических словарей. Тагир Баишев сделал множество научных находок. Так, именно им было найдено шежере рода знаменитого Шагали-Шакмана, главы древнего тамьянского рода, которое хранилось в деревне Култай-Каран Миякинского района. Под его руководством было подготовлено обширное шежере села Дуван-Мечетлино.
На основании исследований Тагира Баишева в 70-80-е годы XX века началась интенсивная работа по дальнейшему, более углубленному изучению диалектов и говоров практически на всей территории расселения башкир. Он также оставил интересные заметки о взаимоотношениях башкир и узбеков-сартов в средние века.

## Память
В память о нем названа улица в поселке Нагаево Октябрьского района Уфы — ул. Тагира Баишева.